# 刺突爆雷
刺突爆雷（しとつばくらい）とは、第二次世界大戦中に大日本帝国陸軍が使用した対戦車戦闘用の爆弾である。制圧資材として開発された。
棒の先端に成形炸薬弾頭を装着した兵器であり、敵戦車に肉薄して突き刺したり投擲したりして爆発させる、事実上の特攻兵器である。
第一次インドシナ戦争におけるベトナム兵も同種の刺突爆雷を使用してフランス軍車両を攻撃している。

## 開発経緯
大戦末期の大日本帝国陸軍では、対戦車攻撃の手段として歩兵の肉薄攻撃を非常に重視した。これは開戦後数年で急速に重厚化を遂げた敵軍戦車に対し、有効な威力を持つ対戦車砲の開発と配備が遅れたこと、自軍の装備する戦車の対戦車能力が不足していたこと、またノモンハン事件で歩兵の対戦車肉薄攻撃がある程度の戦果を挙げた戦訓から採用された苦肉の戦法であった。さらに1943年（昭和18年）下半期以降は、戦況から輸送艦と航空機の生産優先が決定され、1944年（昭和19年）には戦車の生産配備の順位は第4位とされた。工場の疎開と鋼材の割り当ての制約からも戦闘車両の生産は遅延あるいは凍結された。こうしたことから、戦争末期の日本軍は、前線に有効な対戦車兵器を生産配備できず、対戦車戦闘の手段は肉薄による爆薬攻撃しか残されていなかった。このような状況下で、対戦車肉迫攻撃資材として、ノイマン効果を使用した重量数キログラムの爆雷、対戦車手榴弾、あるいは爆発によって装甲を爆砕する地雷が各種開発された。
刺突爆雷もその中の一種である。刺突爆雷は、投擲し、または突くことで弾頭内部の信管に打撃を加えて点火し爆発させる兵器であるが、元々は三式対戦車手榴弾の改良型として発案された。

## 刺突爆雷の構造

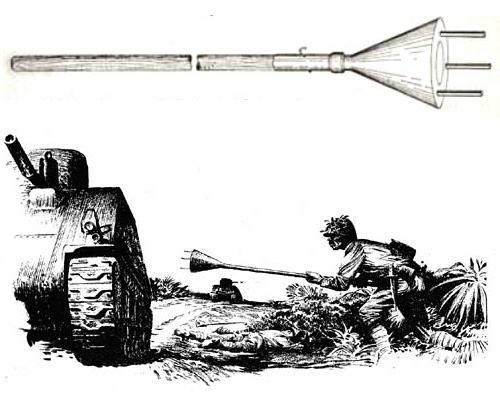
構造と攻撃方法。米軍のマニュアルから

刺突爆雷は長さ1.5メートルの棒または竹の先端に、全幅20センチメートル、全長30センチメートルの円錐状の成形炸薬弾頭をつけたものである。円錐形の弾頭内部には漏斗状の空間が設けられており、ノイマン効果を発生する。弾頭の後部には打撃発火式の信管が付けられている。弾頭の前面には、刺突方向に向けて等間隔に3本の釘が植えられていた。これは人力で装甲に突き刺すというためのものではなく、成形炸薬のスタンドオフ距離を維持するための棒と考えるのが妥当である。
刺突爆雷を把持するための棒は、弾頭後部の接続筒に中ほどまで挿入されて結合されている。棒は、接続筒と棒とを貫入して止めている安全栓および止栓によって結合を保持している。使用するときには安全栓を抜いて、棒を保持して戦車の装甲板を突いた。棒の先端には撃針が取り付けられており、打撃によって棒が止栓を切り、弾頭内部の中空部分を完全に前進すると、信管の点火薬を撃針が叩き、即座に起爆される。
成形炸薬弾の爆発の威力はすべてが前方に収束するわけではなく、残りは周囲へと爆風を及ぼす。互いに援護し合ったり歩兵を伴っているであろう敵戦車に数メートルの距離まで肉薄するということ自体が危険であるうえに、安全栓を外すと移動中に誤って暴発させる危険性があること、対戦車攻撃に成功した場合、爆薬が使用者のわずか1、2メートル先で爆発することを考えれば、生還を考慮に入れるような種類の兵器ではなかったといえる。
刺突爆雷は前線への補給が間に合わず、さまざまな種類のものが現地の各部隊で製作された。フィリピン島、沖縄の実戦で投入された。
国民義勇隊が竹槍訓練を行い、物資も極端に不足していた大戦最末期の本土では、竹の先に爆雷を装着するのではなく竹自身の先端に爆薬と信管を詰めて爆発させる「爆槍」なるものを本土決戦に備えて配備していたが、こちらは実戦に供される機会がないまま終戦を迎えた。

## 効果

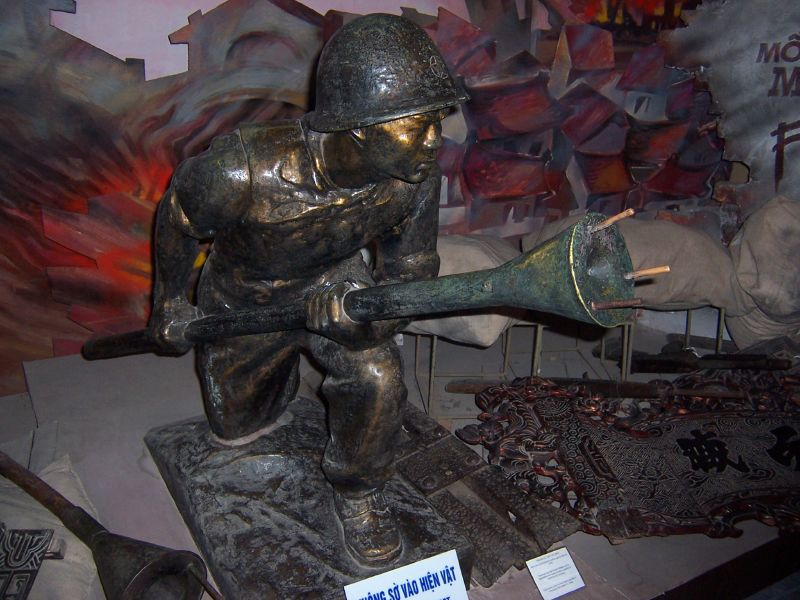
刺突爆雷を持つベトナム兵の像（ベトナム軍事歴史博物館）

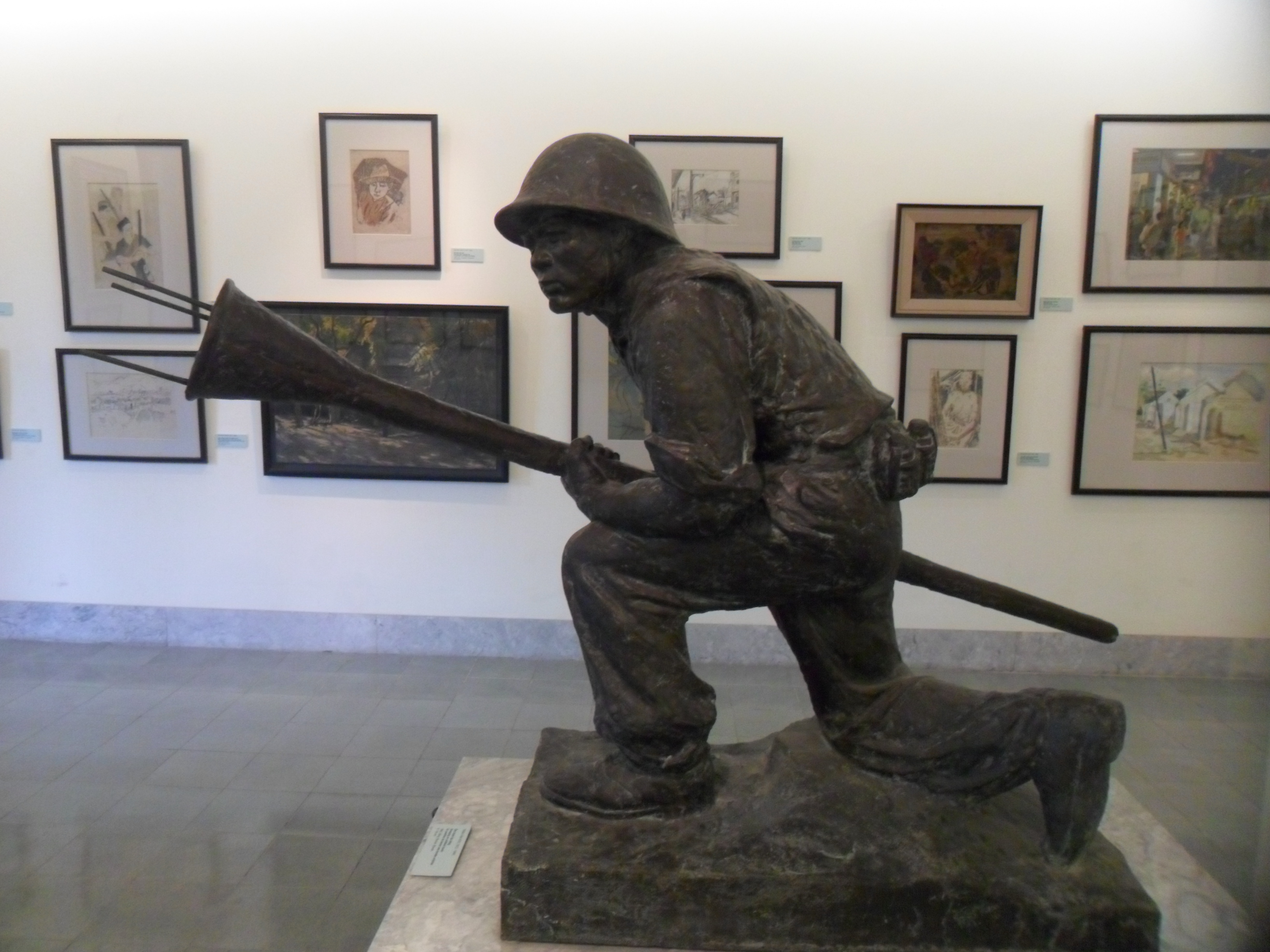
刺突爆雷を持つベトナム兵の像（ベトナム美術館）

米軍情報機関は、1945年3月のレポートで、刺突爆雷との初対面は1944年のフィリピン・レイテ島においてであり、マニラでも遭遇したと述べている。併せて、その時点までに日本軍はこの兵器での攻撃に全て失敗しており、恐らく最も変 (oddest) な対戦車兵器である、と述べている。
また、ベトナム軍でも1946年にある兵士が刺突爆雷でフランス軍戦車を攻撃しようと試みており、ベトナム軍事歴史博物館に攻撃姿勢の兵士像が展示されているが、爆雷は爆発せず、この兵士は銃撃により戦死したと説明されている。

## 対戦車戦術
第二次世界大戦初期の歩兵操典、砲兵操典における対戦車肉薄攻撃では以下のような戦術を採った。
砲兵の戦車に対する肉薄攻撃は自衛戦闘のためのものとされた。敵戦車の性能、地形等に応じて投入する装備と人員を考慮し、攻撃班を組織する。孤立した戦車や、歩兵から分離されている戦車が標的とされた。攻撃の時間帯は、薄暮、夜間または黎明とされ、攻撃の好機は戦車が壕、障害物、斜面を通過して速度が落ちたとき、故障を起こしたときとされた。要則では、積極的に好機を作り出すには煙幕、地雷の併用も必要であると指摘している。
下士官の班長以下、2名から3名の兵による組を作り、この組を若干数まとめて肉薄攻撃班とした。装備は発煙筒、爆薬、手榴弾である。兵は軽装で偽装を十分行うこととされた。目標は各組ごとに1輌、または状況に応じ1両に対して数組が攻撃を行う。攻撃班は地形を利用して潜伏し、敵戦車を十分に引きつける。接近したら死角を突いて肉薄し、戦車に爆薬を装着、履帯に地雷を踏ませる。装着に成功した兵は数メートル離れて伏せ、爆風の危害を避ける。優先すべき攻撃目標は先頭車輛または指揮戦車とされた。戦果が不確実な場合、攻撃は執拗に反復することが要求された。
日本軍の大戦末期の対戦車戦闘は、戦車の弱点である砲身、覗視孔、照準器、ハッチ、機関部などを点的に貫通する戦法から、装甲を破壊する面的な攻撃へ変化した。昭和初期から開戦時の歩兵操典では、戦車に対する爆薬の使用は、専門教育を受けた工兵または戦闘工兵相当の作業隊が行うこととされていたが、大戦末期には一般歩兵も爆薬を使用して対戦車戦闘を行うよう戦術が転換された。

## 類似兵器
- 2瓩木稈円錐爆雷

2-2.5ｍの棒の先に円錐形の成形炸薬弾頭を吊り下げたもの。
この成形炸薬弾頭は円錐爆雷と呼ばれるもので戦車の甲板上に設置して使用したが、
刺突爆雷とは異なり、信管の起動から起爆までに10秒の猶予があった。
- 木桿半球爆雷

2瓩木桿円錐爆雷の爆雷部分を半球爆雷にした兵器。

## その他の肉薄攻撃資材
本土決戦に備えて以下のものが開発、配備された。
鋼板破壊用資材（戦車を大破させる機材）
- 小銃用タ弾
- 布団爆雷
- 三式手投爆雷
- 九九式破甲爆雷
- 一キロ円錐爆雷
- 二キロ円錐爆雷
- 三キロ円錐爆雷
- 三キロ半球型爆雷
- 五キロ半球型爆雷
- 三キロ急造爆雷
- 五キロ急造爆雷
- 七キロ急造爆雷
- 十キロ急造爆雷
- 十五キロ急造爆雷

制圧資材（戦車を足止めする機材）
- 一〇〇式火炎発射機
- 手投煙瓶
- 棒地雷
- 九三式戦車地雷
- 三式戦車地雷
- 三キロ破甲爆雷
- 五キロ半球型爆雷
- 噴進爆雷